# Chieko Kawabe
Chieko Kawabe (河辺千恵子 Kawabe Chieko?) es una cantante de J-Pop, modelo y actriz. Nació el 24 de febrero de 1987 en Tokio, Japón. Su padre es japonés y su madre es española-filipina. Realizó estudios en Toshima, Tokio. Chieko ha lanzado un álbum y cinco sencillos, entre los cuales destacan las canciones "Be your Girl", tema de cierre del anime Elfen Lied y "Sakura Kiss", utilizado como tema de apertura para el anime Ouran Host Club.

## Biografía

### Carrera
Desde los doce años de edad, Chieko hizo el papel de Ami Mizuno / Sailor Mercury en los Musicales de Sailor Moon o Sera Myu. En el 2000 comenzó a participar en el Fan Kansha, evento musical del Transilvania no Mori, y en el Kaiteiban del 2001. Continuó trabajando por un par de años más apareciendo en cinco musicales, finalizando en el 2002, con el musical especial del 10°  Aniversario. 
Se presentó en algunos de los musicales más destacados, entre ellos el espectáculo de la revista Death Vulcan. Ella también fue artista invitada en el siguiente Fan Kansha, y cantó como solista la canción "Drive Me Mercury" con Manami Wakayama, la siguiente actriz Mercury. Chieko retornó al mundo Sailor Moon como la mejor amiga de Usagi Tsukino, Naru Osaka en la temporada 2003-2004 en vivo de la serie, Pretty Guardian Sailor Moon. 
Chieko se lanza como cantante independiente con el sencillo "Be Your Girl" el 27 de abril de 2004.  Esta canción tuvo éxito, y el  sencillo "Be Your Girl" se convirtió en el tema de cierre del anime Elfen Lied y su otra canción, "Hoshi ni Negai Wo" en la canción final de Otogizoshi.  
Su siguiente sencillo, "Shining", fue lanzado el 24 de noviembre de 2004. Este contenía las canciones "Shining", "Cry Baby", y "Quiet Riot", sin mayor impacto en popularidad ni ventas de aquel entonces.
El 26 de enero de 2005 fue lanzado el sencillo Kizunairo, conteniendo el tema homónimo, además de las canciones "I Can't Wait", y "Hidamari". Como dato a destacar, "I Can't Wait" es la versión en japonés de la canción del mismo nombre cantada por Hilary Duff y se usó como tema de entrada para la serie Lizzie McGuire en Japón.
Poco después, fue el lanzamiento su primer y hasta ahora único álbum, Brilliance. Este álbum tiene un total de once canciones, algunas son de álbumes anteriores, y a esto le siguió el sencillo "Candy Baby" en julio de 2005.
En abril de 2006, Chieko lanzó  otro sencillo, Sakura Kiss, que tenía dos canciones, la canción "Sakura Kiss" es el tema de la nueva canción de anime, Ouran High School Host Club. Fue el único tema que consiguió llegar a semifinales # 71 en el Oricon 200 y permanecer durante 6 semanas. 

### Vida personal
En 2008, anunció su matrimonio con el productor Masato Ochi, con quién procreó una niña en 2010. En 2015, después de 7 años de matrimonio, Chieko anunció su divorcio y cedió la custodia de su hija a su padre. Además de esto, retomaría el uso de su nombre de soltera para todas sus actividades.
En 2020, a través de su blog oficial, dio a conocer sus segundas nupcias con un médico ortopedista 5 años mayor que ella, a quién conoció mientras impartía clases de Pilates. En 2021, se celebró la boda oficialmente en Hokkaido, lugar de nacimiento de su esposo.
En 2022, Chieko dio a luz a su segunda hija.
Actualmente se enfoca en su carrera como instructora de Pilates certificada, teniendo apariciones esporádicas en televisión, pero teniendo mayor presencia en redes sociales como Instagram.

## Discografía

### Álbumes
| #   | Información                                                     | Posiciones |
| --- | --------------------------------------------------------------- | ---------- |
| 1.º | Brilliance - Lanzamiento: 15 de marzo de 2005 - Idioma: Japonés | #92        |

### Sencillos
| #   | Información | Posiciones |
| --- | --- | ---------- |
| 1.º | Be Your Girl - Lanzamiento: 28 de abril de 2004 - Álbum: Brilliance                                                             | #67        |
| 2.º | Shining! / Cry Baby - Lanzamiento: 25 de noviembre de 2004 - Álbum: Brilliance                                                  | #157       |
| 3.º | Kizunairo (絆色) - Lanzamiento: 26 de enero de 2005 - Álbum: Brilliance                                                         | #150       |
| 4.º | Candy Baby / Mermaid (キャンディベイベ－／マーマメイド) - Lanzamiento: 21 de julio de 2005 - Álbum: Candy Baby / Mermaid single | N/A        |
| 5.º | Sakura Kiss (桜キッス) - Lanzamiento: 26 de abril de 2006 - Álbum: Sakura Kiss sencillo                                         | #71        |